# Gochapeza
La gochapeza o gocha peza es un juego tradicional de España que se practicaba en cualquier tipo de terreno como pasatiempo. El material necesario consiste en un palo con la misma función que los de golf y un objeto a ser movido.
Variantes:
- Meter en un círculo o en un agujero una pelota propulsada con palos.
- Mover rápidamente sobre el terreno una pequeña bola de madera dura, que los de un bando envían a los del bando contrario, golpeándola con palos encorvados por un extremo en forma de cayado.
- Tirar unos palos con una vara para introducirlos en parte en un agujero.